# Евиленко
Евиленко е италиански филм от 2004 година, базиран по истинската история за руския сериен убиец, изнасилвач и канибал Андрей Чикатило. Режисьор и сценарист на филма е италианският журналист Дейвид Гриеко (David Grieco), който прави художествена адаптация на своята документална книга за Чикатило, озаглавена Комунистът, който ядеше деца (The Communist who ate children), а главният герой е преименуван на Андрей Евиленко (на английски evil – зъл).

## Кратък преглед
Внимание:  Текстът по-долу разкрива сюжета на произведението (или части от него)!
През 1982 година съветското комунистическо правителство губи властта си. По това време в Киев, бившия Съветски съюз, учителят Андрей Романович Евиленко, който е заклет комунист, е уволнен след проява на педофилия спрямо ученичка. На 15 май 1984 педофилът Евиленко започва да изнасилва деца, след което да ги разчленява и изяжда. Следователят Вадим Тимурович Лезиев е натоварен със задачата да хване серийния убиец и почти осем години по-късно той успява да залови чудовището, което за това време убива петдесет и пет души, повечето от които деца и млади жени. На 22 май 1992 г. Евиленко отива на съд и на 14 февруари 1994 г. е екзекутиран.